# London Underground 1992 Tube Stock
Der London Underground 1992 Tube Stock (oder auch kurz nur 92 Tube Stock) ist eine Baureihe elektrischer Triebwagen, welche in London auf der Central Line und der Waterloo & City Line eingesetzt wird. Entsprechend der bei London Underground üblichen Konventionen leitet sich die Bezeichnung aus dem geplanten Jahr der Indienststellung (1992) ab.

## Geschichte
Der Bestellung des 1992 Tube Stock ging die Erprobung von drei unterschiedlichen Prototypen, dem 1986 Tube Stock, voraus. Nach Abschluss der Erprobung wurden im Jahre 1989 85 8-Wagen-Züge des 1992 Tube Stock bei ABB in Derby bestellt, um den 1962 Tube Stock auf der Central Line zu ersetzen. Der erste Zug auf der Central Line kam am 7. April 1993 zum Einsatz.

## Zugbildung und Details
Der 1992 Tube Stock besteht aus 2-Wagen-Einheiten, welche sich aus folgenden vier verschiedene Wagentypen bilden:
- Driving Motor Car A (DM): Diese Wagen sind mit einem Führerstand, Stromabnehmern und Antriebsmotoren ausgestattet.
- Non-Driving Motor Car B (NDM): Diese Wagen haben keinen Führerstand und Stromabnehmer, sind jedoch angetrieben, den nötigen Strom erhält dieser Wagen vom  gekuppelten zweiten Wagen der Einheit.
- Non-Driving Motor Car C (NDM): Diese Wagen haben im Gegensatz zum Non-Driving Motor Car B eigene Stromabnehmer und sind ebenfalls angetrieben.
- Non-Driving Motor Car D (NDM): Diese Wagen entsprechen einem Non-Driving Motor Car C, sind jedoch zusätzlich mit einer Enteisungseinrichtung ausgestattet.

Aus diesen vier Wagentypen werden drei verschiedene Arten von 2-Wagen-Einheiten gebildet: A-B-Einheiten, B-C-Einheiten und B-D-Einheiten. Diese 2-Wagen-Einheiten lassen sich beliebig zu 4-, 6- oder 8-Wagen-Zügen kuppeln, solange an beiden Zugenden ein Führerstand vorhanden ist. Daneben gibt es noch E-F-Einheiten für den Einsatz auf der Waterloo & City Line, diese entsprechen im Prinzip einer A-B-Einheit, jedoch sind die E-F-Einheiten nur untereinander kuppelbar, da sie sich die Züge für die beiden Linien inzwischen durch unterschiedliche Umbauten voneinander unterscheiden. So sind zum Beispiel die Züge der Central Line inzwischen für Automatic Train Protection (automatische Zugbeeinflussung) und Automatic Train Operation (automatisierter Fahrbetrieb) ausgestattet, während auf der Waterloo & City Line noch manuell gefahren wird.
Als Neuerung erhielten die Fahrzeuge breitere Türen, um einen schnelleren Fahrgastwechsel zu ermöglichen. Außerdem wurden die Türen erstmals an der Außenseite des Wagenkastens geführt. Weitere Verbesserungen für die Fahrgäste waren die größeren Fenster und die von Anfang an vorhandene automatische digitale Stationsansage. Der 1992 Tube Stock ist auch die erste Baureihe von London Underground, die an vielen Stellen Computertechnik nutzt. Dies ermöglichte auch, die Züge im September 1998 per Software-Update aufzurüsten. Dieses High Performance Operation genannte Update erlaubt den Fahrzeugen eine höhere Beschleunigung, bessere Bremsleistung und höhere Endgeschwindigkeit.

## BR-Klasse 482
Weitere fünf 4-Wagen-Züge wurden von British Rail als British Rail Class 482 für den Ersatz der Züge der Klasse 487 aus dem Jahre 1940 auf der Waterloo & City Line bestellt, welche damals noch kein Teil von London Underground war. Im Gegensatz zu den Zügen der Central Line, werden die Wagen hier als Driving Motor Car E und Non-Driving Motor Car F bezeichnet, wobei die Wagen vom Typ E im Prinzip denen vom Typ A gleichen und die des Typs F denen des Typs B. Dennoch lassen sich die E-F-Einheiten nicht mit anderen Einheiten kuppeln, da sich die Züge für die Central Line inzwischen durch etliche Umbauten von denen der Waterloo & City Line unterscheiden. So sind zum Beispiel die Züge der Central Line inzwischen für Automatic Train Protection und Automatic Train Operation ausgestattet, während auf der Waterloo & City Line noch manuell gefahren wird. Anfänglich unterschieden sich diese Fahrzeuge nur durch die Lackierung, während der 1992 Tube Stock in den London-Underground-Farben lackiert wurde, wurden die Fahrzeuge der Klasse 482 in den Farben von Network SouthEast ausgeliefert. Seit einer Modernisierung im Jahr 2006 tragen diese Züge nun auch die London Underground-Farben.
Diese Fahrzeuge kamen am 1. April 1994 mit der Übergabe der Waterloo & City Line zur London Underground und werden seitdem auch als 1992 Tube Stock bezeichnet.

## Probleme
Die Fahrzeuge waren aufgrund der in weiten Teilen neuen Technik anfangs recht fehleranfällig, was zu etlichen kleinen Modifikationen in der Anfangszeit des Einsatzes führte. Im Jahr 2003 wurde gesamte Flotte nach der Entgleisung eines Zuges in der Station Chancery Lane am 25. Januar 2003 vorübergehend stillgelegt. Ursache der Entgleisung war ein Motor, der sich vom Drehgestell gelöst hatte und auf die Gleise fiel. Durch die danach nötige Fehlersuche und anschließende Modifikation der gesamten Flotte musste die Central Line bis zum 14. März komplett und bis zum 12. April 2003 teilweise eingestellt werden.

## Einsatz
Der 1992 Tube Stock wird auf der Central Line eingesetzt, hier kommen im Planbetrieb ausschließlich 8-Wagen-Züge zum Einsatz, obwohl in der Theorie auch kürzere Züge möglich und zulässig wären. Fünf jeweils aus zwei E-F-Einheiten gekuppelte Züge kommen auf der Waterloo & City Line zum Einsatz. Die Fahrzeuge können nicht ohne weiteres auf anderen Linien eingesetzt werden, dies gilt auch für den Austausch von Wagen des 1992 Tube Stock zwischen den beiden Linien.

## Galerie

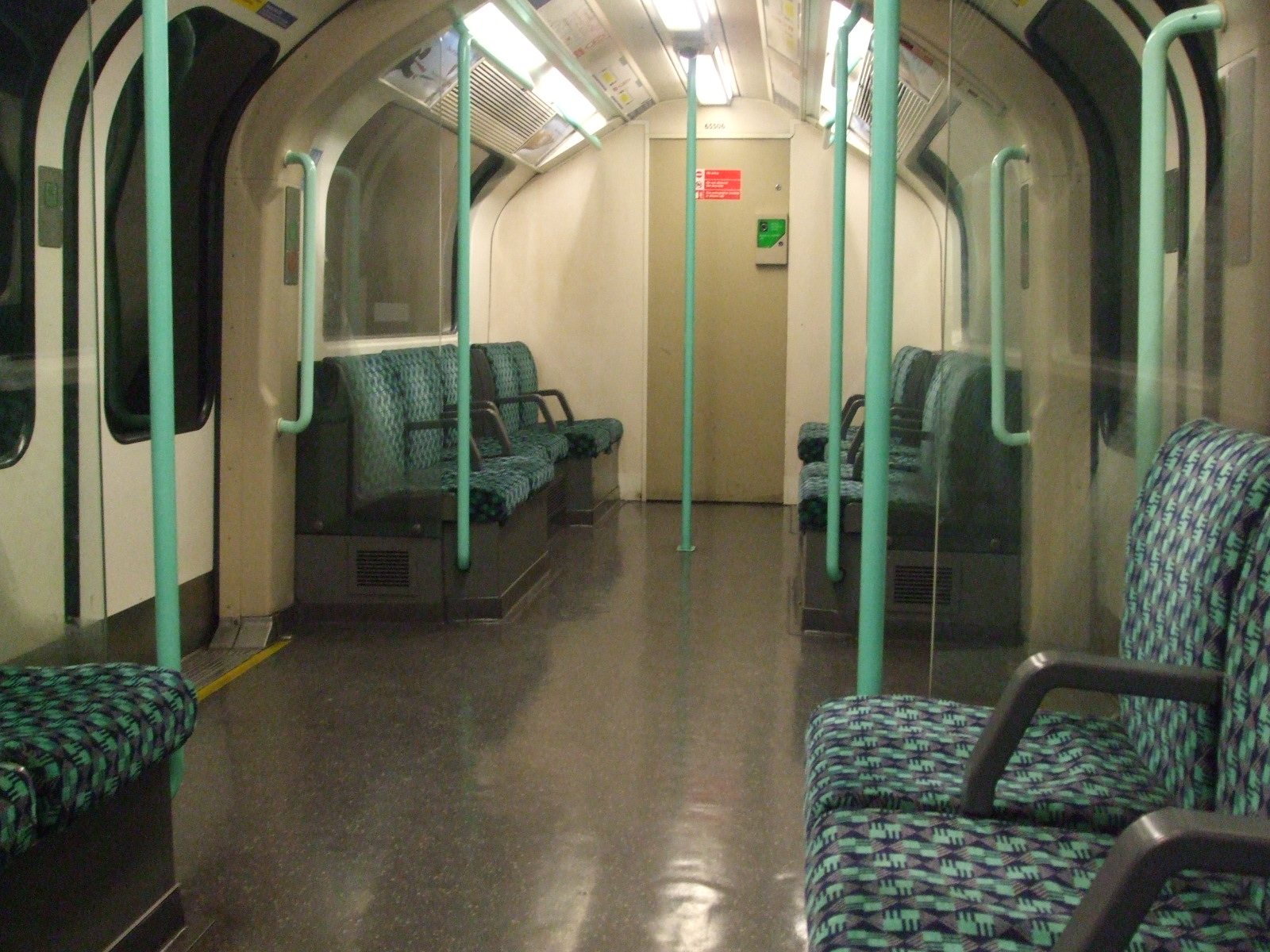
Inneneinrichtung des 1992 Tube Stock auf der Waterloo & City Line
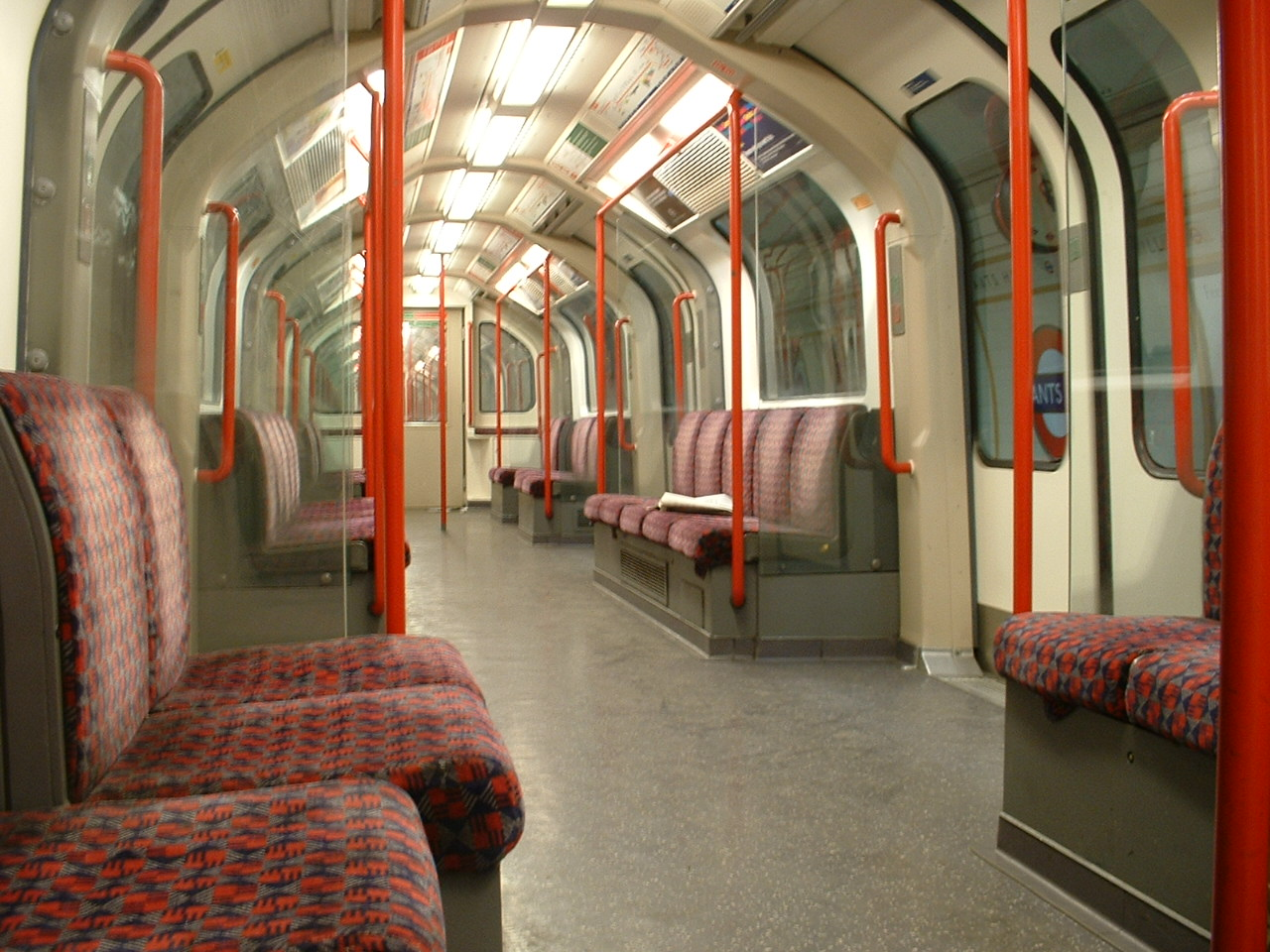
Inneneinrichtung des 1992 Tube Stock auf der Central Line
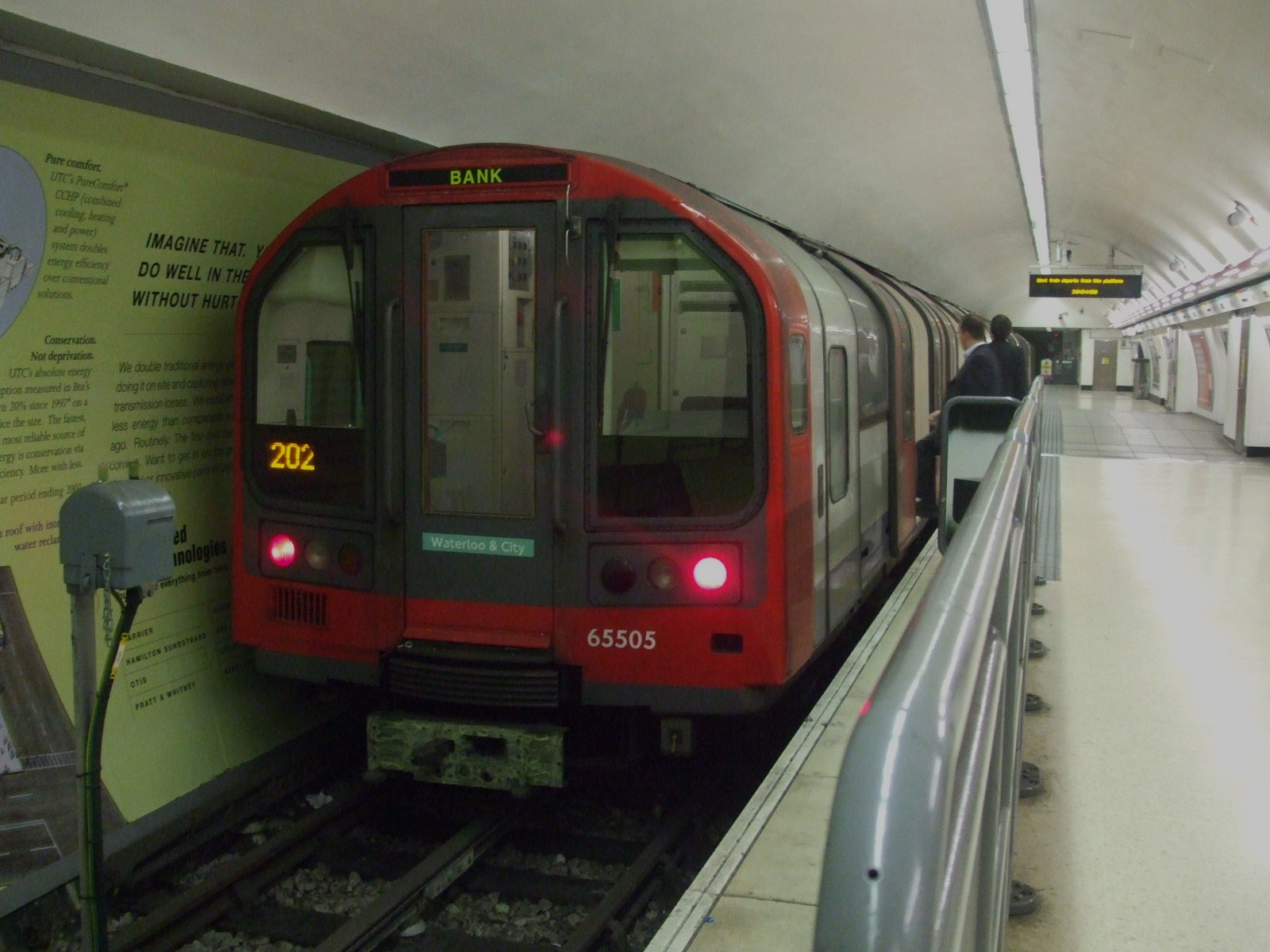
Ein Zug der Waterloo & City Line in der Station Bank
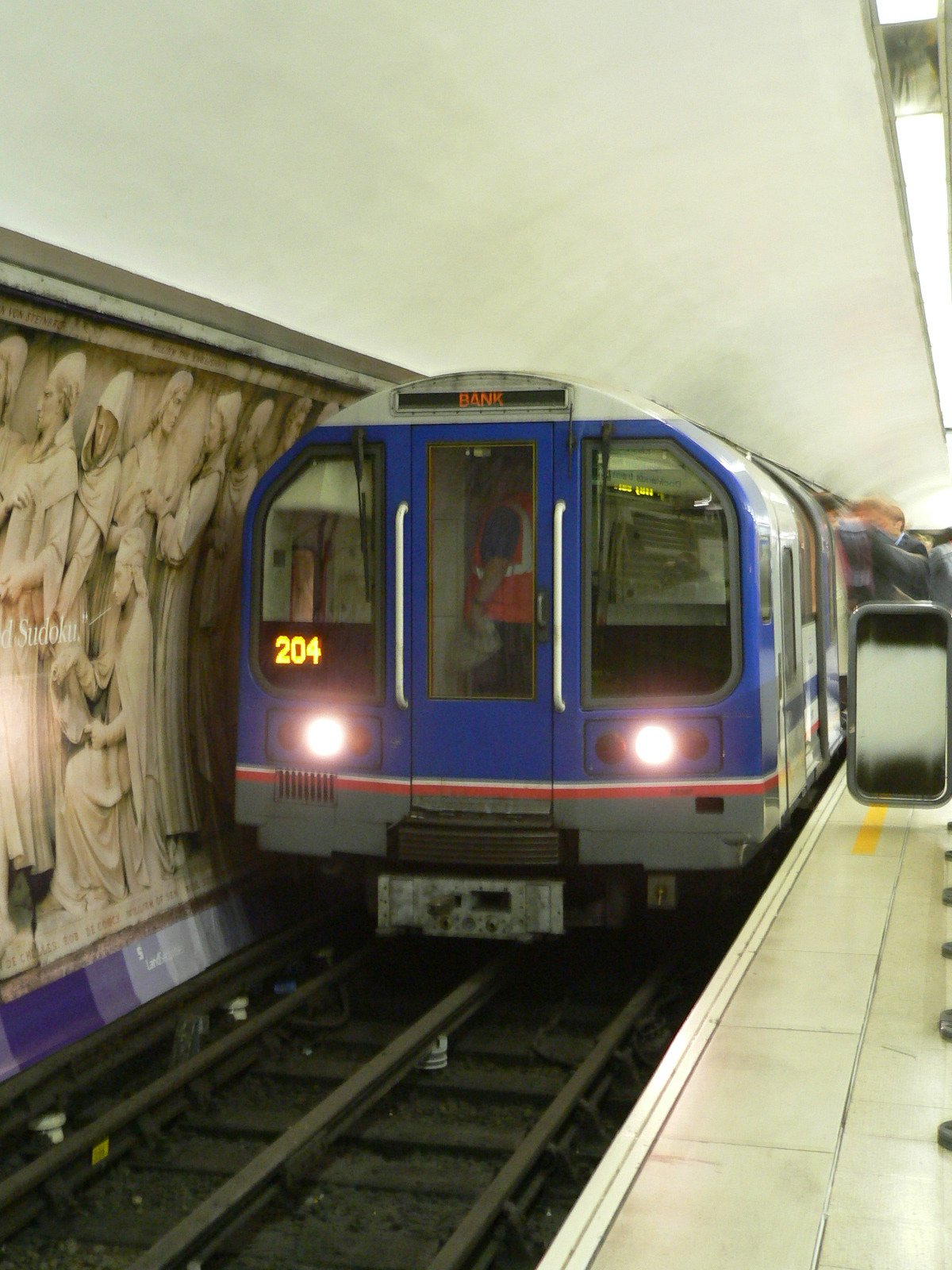
Ein Zug der Waterloo & City Line in der Station Bank (noch in den Farben von Network SouthEast)
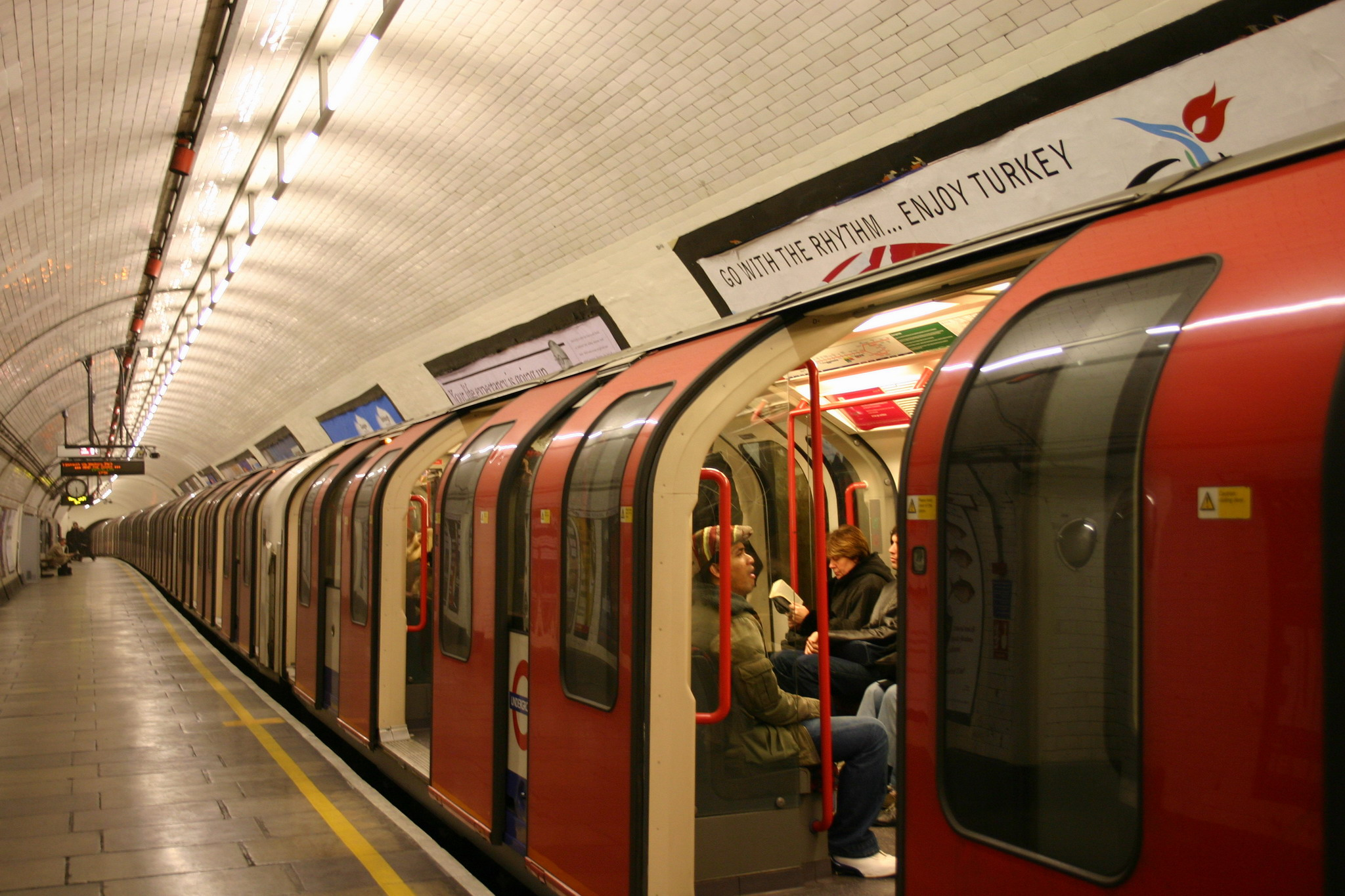
1992 Tube Stock auf der Central Line
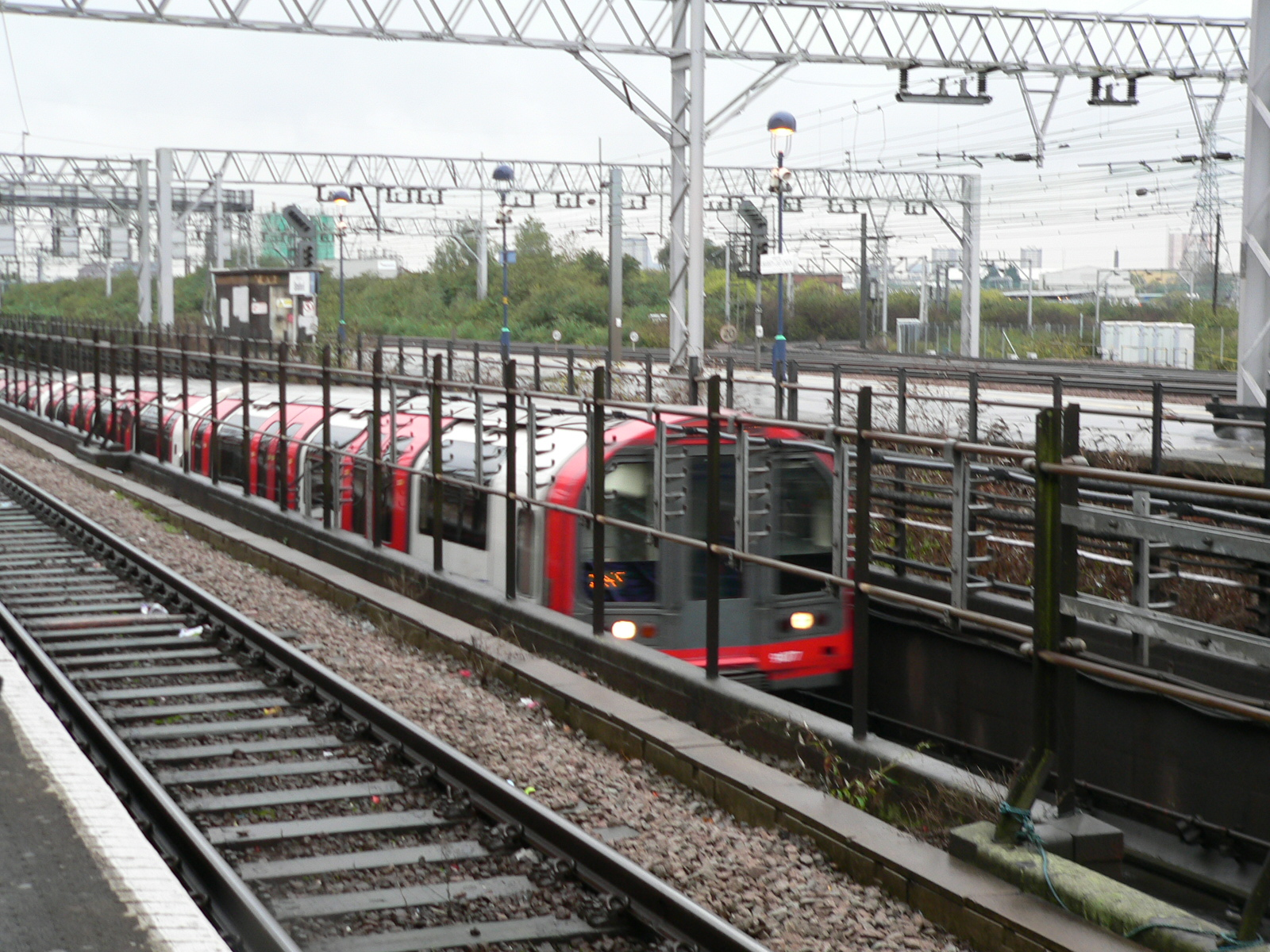
Ein Zug bei der Einfahrt in die Station Stratford